# (2098) Zyskin
(2098) Zyskin (1972 QE) – planetoida z grupy pasa głównego asteroid okrążająca Słońce w ciągu 3,78 lat w średniej odległości 2,42 au. Odkryta 18 sierpnia 1972 roku.